# Чиланзар (станция метро)
«Чиланза́р» (узб. Chilonzor) — станция Ташкентского метрополитена.
Пущена в эксплуатацию 6 ноября 1977 года в составе первого участка Чиланзарской линии : «Сабир Рахимов» — «Октябрьской Революции».
Расположена между станциями : «Алмазар» и «Мирзы Улугбека».

## История
Станция названа в честь одноимённого массива — «Чиланзар».

## Характеристика
Станция : односводчатая, мелкого заложения с двумя подземными вестибюлями.

## Оформление
Путевые стены облицованы белым нуратинским мрамором.
Станцию украшают керамические панно (художники-скульпторы : Г. Кроллис, И. Кролле, Н. Ментеле, М. Озолиньш, К. Озолиня).
Люстры в виде ажурного кольца диаметром 5 метров, украшены национальным орнаментом (художник : Х. Рысин).

## Проишествия
3 января 2019 года из-за подозрительного чемодана, территория возле станции была оцеплена, после проверки выяснилось, что в нём находился старый матрац.